# Rudi Völler
Rudolf „Rudi“ Völler (* 13. dubna 1960 Hanau) je bývalý německý fotbalový útočník a také bývalý trenér německého národního týmu. V dresu Německa vyhrál MS 1990 a jako trenér dovedl německý tým ke stříbru na MS 2002. Nyní je sportovním manažerem Bayeru Leverkusen. V roce 1983 získal v Německu ocenění Fotbalista roku.

## Klubová kariéra
Völler je odchovancem Mnichova 1860, ale do Bundesligy naskočil až ve svém druhém působišti Werderu Brémy v roce 1982. V roce 1987 odešel Rudi do italského klubu AS Roma, kde si vysloužil přezdívku „il tedesco volante“ (létající Němec). V dresu AS Roma vyhrál v roce 1991 italský fotbalový pohár.
V roce 1992 Rudi přestoupil do Olympique de Marseille, kde v roce 1993 vyhrál Ligu mistrů. V dresu Olympique de Marseille odehrál 58 zápasů a vstřelil 24 branek.
V roce 1994 se vrátil do Německa do Leverkusenu. Hráčskou kariéru ukončil v roce 1996 a odstartoval svoji kariéru ve vedení klubu.
Kluby:
- Mnichov 1860 (1980–1982)
- SV Werder Bremen (1982–1987)
- AS Řím (1987–1992)
- Olympique de Marseille (1992–1994)
- Bayer 04 Leverkusen (1994–1996)

## Trenérská kariéra
- Německo (2000 – červen 2004)